# Pseudococcus aneurae
Pseudococcus aneurae är en insektsart som beskrevs av Williams 1985. Pseudococcus aneurae ingår i släktet Pseudococcus och familjen ullsköldlöss. Inga underarter finns listade i Catalogue of Life.